# Karlo XVI. Gustav
Karlo XVI. Gustav (punim imenom Carl Gustaf Folke Hubertus; Hagaparken, 30. travnja 1946.) trenutni je kralj Švedske. Sin je princa Gustava Adolfa i prapraunuk britanske kraljice Viktorije. Na prijestolje je stupio 15. rujna 1973. godine.

## Životopis
Bio je peto dijete i prvi sin princeze Sibylle od Saske-Coburga i Gothe i princa Gustava Adolfa, vojvode od Västerbottena, sina prijestolonasljednika Gustava Adolfa. U vrijeme njegovog rođenja Švedskom je vladao njegov pradjed Gustav V. Očeva smrt u avionskoj nesreći nedaleko od Kopenhagena u Danskoj, 26. siječnja 1947. godine, dovela je ga je na drugo mjesto u nasljednom nizu za švedsko prijestolje. Smrću njegovog pradjeda 1950. godine na prijestolje je zasjeo djed Carla Gustafa, a Carl Gustaf je postao prijestolonasljednik.
Po završetku srednje škole, Karlo Gustav proveo je dvije i pol godine u švedskoj vojsci i mornarici kao princ. Završio je studije povijesti, sociologije, politologije i ekonomije na sveučilištu u Uppsali.

## Vladavina
Dana 15. rujna 1973. godine umro je Gustav VI. Adolf i Karlo Gustav postao je kralj Švedske, dobivši ime Karlo XVI. Gustav. Okrunjen je 19. rujna u kraljevskoj palači u Stockholmu. Zato što je Karlo XVI. Gustav odlučio koristiti jednostavniju titulu kralja Švedske, Gustaf VI. Adolf ostao je posljednji švedski kralj koji je koristio tradicionalnu titulu švedskih monarha (»Kralj Šveđana, Gota i Venda«), koja se koristila još od uspostavljanja nasljedne monarhije 1544. godine.

### Obitelj
Tijekom Olimpijskih igara 1972. godine Karlo Gustav je, još kao princ, upoznao Silviju Sommerlath. Zaruke sa Sommerlath objavio je 12. ožujka 1976. godine. Vjenčanje je održano tri mjeseca kasnije, 19. lipnja, u katedrali sv. Nikole u Stockholmu. Bilo je to prvo vjenčanje vladajućeg švedskog monarha još od 1797. godine (prethodni monarsi su na prijestolje dolazili već vjenčani). Da je kralj Karlo XVI. Gustav oženio Silviju za života svoga djeda, moguće je da bi izgubio mjesto u nasljednom nizu, pošto je Gustav VI. Adolf vjerovao da princ mora oženiti princezu. 
Kralj i kraljica imaju dvije kćeri i jednog sina, koji je u trenutku rođenja bio prijestolonasljednik. Međutim, tada je već bila pokrenuta ustavna reforma kojom je, kada je stupila na snagu 1980. godine, uvedeno načelo apsolutne primogeniture, po kojemu je prijestolonasljednik najstarije dijete bez obzira na spol. Ova reforma učinila je kraljevo najstarije dijete, princezu Victoriju, prijestolonasljednicom, što znači da je primijenjena retroaktivno. Švedska je time postala prva monarhija na svijetu koja je uspostavila jednaku primogenituru.
Kraljevska obitelj koristi palaču Drottningholm kao rezidenciju od 1980. godine, a Stockholmsku kraljevsku palaču kao radno mjesto.

### Uloga monarha
Kraljeve dužnosti su reprezentativnog i ceremonijalnog karaktera, kao što su službeni posjeti šefa države i otvaranje godišnje sjednice parlamenta. U kraljeve osobne interese spadaju tehnologija i poljodjelstvo, te ponajviše automobili.
Novinari su mnogo puta primijetili da kralj pogrešno piše svoje ime u službenim dokumentima, te primjerice prigodom posjete rudniku bakra kada se pogrešno potpisao na kamen. Njegova supruga, kraljica Silvia, u televizijskom intervjuu priznala je da njen suprug pati od disleksije, poremećaja sposobnosti čitanja i pisanja.